# Torneig amistós de futbol
Un torneig amistós de futbol és una competició sense caràcter oficial, organitzada pels mateixos clubs. Solen disputar-se durant els mesos de juliol, agost i setembre, abans de l'inici de la temporada oficial futbolística. Aquest tipus de campionats són molt típics en el futbol espanyol, on alguns tornejos tenen més de 50 anys d'història. Alguns poden ser a un sol partit amistós.
Alguns clubs de futbol organitzen tours d'amistosos contra equips estrangers, per a fer una pretemporada i per a fer publicitat de l'equip. Això també suposa una font d'ingresos de part del màrqueting (venda de samarretes i altres productes oficials).

## Disputats a Espanya
Alguns dels tornejos d'estiu més destacats que es disputen a Espanya són:
| Torneig                                         | Seu                        | Organitzador                                                   | Creació |
| ----------------------------------------------- | -------------------------- | -------------------------------------------------------------- | ------- |
| Trofeu Playa y Sol                              | Águilas                    | Ajuntament d'Águilas                                           | 1901    |
| Copa San Pedro                                  | Alacant                    | Ajuntament d'Alacant                                           | 1941    |
| Trofeu Teresa Herrera                           | La Corunya                 | Ajuntament de La Corunya - Deportivo                           | 1946    |
| Trofeu de la Vendimia                           | Jerez de la Frontera       | Xerez CD                                                       | 1949    |
| Trofeu Emma Cuervo                              | Ribadeo                    | Ribadeo FC                                                     | 1953    |
| Trofeu Concepción Arenal                        | Ferrol                     | Racing de Ferrol                                               | 1953    |
| Trofeu Ramón de Carranza                        | Cadis                      | Cadis CF                                                       | 1955    |
| Trofeu Taronja                                  | València                   | València CF                                                    | 1959    |
| Trofeu Luis Otero                               | Pontevedra                 | Pontevedra CF                                                  | 1959    |
| Trofeu Festa d'Elx                              | Elx                        | Elx CF                                                         | 1960    |
| Trofeu Costa del Sol                            | Màlaga                     | Ajuntament de Màlaga - Màlaga CF                               | 1961    |
| Trofeu Villa de Gijón                           | Gijón                      | Sporting de Gijón                                              | 1963    |
| Trofeu Colombino                                | Huelva                     | Recreativo de Huelva                                           | 1965    |
| Trofeu Joan Gamper                              | Barcelona                  | FC Barcelona                                                   | 1966    |
| Trofeu Nicolau Brondo                           | Palma                      | Atlètic Balears                                                | 1966    |
| Trofeu Ciutat de Palma                          | Palma                      | RCD Mallorca                                                   | 1969    |
| Trofeu Ibérico                                  | Badajoz                    | CD Badajoz                                                     | 1967    |
| Trofeu Conde de Fenosa                          | La Corunya                 | Deportivo de La Coruña                                         | 1968    |
| Trofeu Ciudad de la Línea                       | La Línea de la Concepción  | Balompédica Linense                                            | 1970    |
| Torneig Costa Brava                             | Girona                     | Girona Futbol Club                                             | 1970    |
| Memorial Carlos Lapetra                         | Saragossa                  | Reial Saragossa                                                | 1971    |
| Trofeu Cidade de Vigo                           | Vigo                       | Celta de Vigo                                                  | 1971    |
| Trofeu José del Cuvillo                         | El Puerto de Santa María   | Ajuntament de El Puerto de Santa María - Racing Club Portuense | 1971    |
| Trofeu Ciudad de Valladolid                     | Valladolid                 | Reial Valladolid                                               | 1972    |
| Trofeu Ciudad de Las Palmas de Gran Canaria     | Las Palmas de Gran Canaria | Ajuntament de Las Palmas - UD Las Palmas                       | 1972    |
| Trofeu Villa de Madrid                          | Madrid                     | Atlètic de Madrid                                              | 1973    |
| Torneig Ciutat de Terrassa                      | Terrassa                   | Terrassa FC                                                    | 1973    |
| Trofeu de s'Agricultura                         | Sa Pobla                   | Unió Esportiva Poblera                                         | 1973    |
| Torneig Ciutat de Barcelona                     | Barcelona                  | RCD Espanyol                                                   | 1974    |
| Torneig Nostra Catalunya                        | Barcelona                  | RCD Espanyol                                                   | 1974    |
| Trofeu Santiago Bernabéu                        | Madrid                     | Reial Madrid                                                   | 1979    |
| Trofeu Ciudad de Pamplona                       | Pamplona                   | CA Osasuna                                                     | 1979    |
| Torneig d'Històrics del Futbol Català           | Barcelona                  | FC Martinenc                                                   | 1984    |
| Trofeu Ciutat de Lleida                         | Lleida                     | UE Lleida                                                      | 1987    |
| Trofeu Juan Acuña                               | La Corunya                 | Deportivo de La Coruña                                         | 1989    |
| Trofeu Bahía de Cartagena (Ciudad de Cartagena) | Cartagena                  | FC Cartagena                                                   | 1994    |
| Trofeu Vila de Gràcia                           | Barcelona                  | CE Europa                                                      | 1994    |
| Trofeu Memorial Quinocho                        | Vigo                       | Celta de Vigo                                                  | 1995    |
| Trofeu Carabela de Plata                        | Cartagena                  | FC Cartagena                                                   | 1997    |
| Trofeu de la Ceràmica                           | Vila-real                  | Vila-real CF                                                   | 2000    |
| Copa Barcelona                                  | Barcelona                  | CE Europa - UE Sant Andreu                                     | 2004    |
| Trofeu 7 Región de Murcia                       | Regió de Múrcia            | 7 Región de Murcia                                             | 2006    |
| Trofeu Alcalde de Águilas                       | Águilas                    | Águilas Club de Fútbol                                         | 2007    |
| Trofeu Ciutat de Balaguer                       | Balaguer                   | Club de Futbol Balaguer                                        | 2007    |
| Mallorca Summer Cup                             | Mallorca                   | Multimedia Sport - Reial Mallorca                              | 2008    |

Altres tornejos que no es disputen a l'estiu són:
| Torneig                                       | Seu                    | Organitzador      | Creació |
| --------------------------------------------- | ---------------------- | ----------------- | ------- |
| Torneig Internacional de Fútbol de Maspalomas | Maspalomas             | ?                 | 1984    |
| Copa de La Manga                              | La Manga del Mar Menor | ?                 | 1999    |
| Memorial Jesús Gil                            | Madrid                 | Atlètic de Madrid | 2005    |

## Disputats fora d'Espanya
Alguns dels tornejos d'estiu més destacats que es disputen fora d'Espanya són:
| Torneig                          | Seu                          | Organitzador       | Creació |
| -------------------------------- | ---------------------------- | ------------------ | ------- |
| Trofeu Mohamed V                 | Casablanca (Marroc)          | RFMF               | 1962    |
| Torneig d'Amsterdam              | Amsterdam (Països Baixos)    | AFC Ajax - IEP     | 1975    |
| Trofeu Luigi Berlusconi          | Milà (Itàlia)                | AC Milan           | 1991    |
| Trofeu Birra Moretti             | Udine, Bari, Nàpols (Itàlia) | Birra Moretti      | 1997    |
| Chicago Trophy                   | Chicago (Estats Units)       | Platinum One       | 2007    |
| Copa Franz Beckenbauer           | Múnic (Alemanya)             | FC Bayern de Múnic | 2007    |
| Copa Emirates                    | Londres (Anglaterra)         | Arsenal FC         | 2007    |
| Copa dels Ferrocarrils de Rússia | Moscou (Rússia)              | Lokomotiv Moscou   | 2007    |
| Memorial Artemio Franchi         | Florència (Itàlia)           | ACF Fiorentina     | 2008    |